# Friedrich Doll
Friedrich Christian Doll (* 20. Dezember 1816 in Kirn; † 18. Februar 1854 in Summerfield, Illinois, USA) war ein deutscher Revolutionär, der an allen drei Aufständen der Badischen Revolution von 1848/49 teilnahm.

## Leben
Doll war ein Sohn des Kirner Bäckers und Stadtrats Heinrich Doll. Nach einer Lehre als Buchbinder ging er als Geselle auf Wanderschaft und kam mit der frühsozialistischen Bewegung in Kontakt.
Doll schloss sich dem Bund der Geächteten an. Es wird angenommen, dass er dem Bund bereits 1834 beitrat und 1835 zur Führung des Bundes in Paris gehörte.
Kirn gehörte seit dem Wiener Kongress zur preußischen Rheinprovinz und Doll leistete 1837 den einjährigen freiwilligen Dienst bei der preußischen Landwehr.
Nach dem Wehrdienst kehrte er nach Paris zurück. Auf einer Agitationsreise wurde er im Spätsommer 1842 in Bad Kreuznach wegen „umstürzlerischer Agitation“ verhaftet, aber auf Befehl des Königs nach acht Tagen wieder freigelassen. Das Verfahren wurde niedergeschlagen. 1842 war er auch Geschäftsführer eines Pariser Handelshauses und sollte 1848 dort als Mitgesellschafter eintreten und die Schwester des Hauptgesellschafters heiraten. Bei Ausbruch der Revolution in Paris verwarf Doll diese Zukunftspläne und widmete sich leidenschaftlich den revolutionären Bewegungen.

### Erster badischer Aufstand
Im März 1848 befand sich Doll in Paris und beteiligte sich an der Gründung der Deutschen Demokratischen Gesellschaft in Paris, deren Präsident Georg Herwegh war und deren Comité Doll angehörte. Doll wurde von der Gesellschaft nach Frankfurt gesandt um sich mit den Republikanern im Vorparlament abzusprechen, wo und wann die Unterstützung durch die von der Gesellschaft inzwischen ins Leben gerufene Deutsche Demokratische Legion erwünscht sei. Doll kehrte nicht zur Legion zurück, sondern schloss sich in Frankfurt Friedrich Hecker an, der die Unterstützung durch die Legion ablehnte. Doll traf sich dann am 11. April wieder in Konstanz mit Hecker, wo sie zusammen mit Struve, Willich und Mögling den Heckeraufstand planten. In der Folge zog Doll mit der von Hecker geführten Kolonne nach Kandern, wobei er die Funktion eines Kriegskommissars übernahm und am Gefecht auf der Scheideck beteiligt war. Nach dem Gefecht gelang es Doll aus den geflohenen Resten der Heckerschen Kolonne eine neue Abteilung zu bilden, die sich in Beuggen sammelte und zu der sich am 22. April auch Mögling gesellte. Beim Sturm auf Freiburg am 24. April führte Doll seine Abteilung als Teil der Kolonne Sigel zum Entsatz der Revolutionäre in Freiburg, kam aber zu spät, wurde am Schwabentor von den Bundestruppen zurückgeschlagen und musste sich auf den Schlossberg zurückziehen. Doll flüchtete danach in die Schweiz, aber er hielt sich mehr in Straßburg als in Muttenz auf.

### Zweiter badischer Aufstand
Als Struve am 21. September 1848 den zweiten badischen Aufstand in Lörrach begann, bildete Doll zusammen mit Mögling eine zweite Kolonne, die über das Wiesental nach Freiburg ziehen und sich dort mit Struves Kolonne vereinigen sollte, wobei Doll die militärische Leitung übernahm. Hierüber und über die Art wie er seine Aufgabe erfüllt, kam es zu einem ernsthaften Konflikt mit Moritz Wilhelm von Löwenfels, der den Oberbefehl über die Kolonne Struves hatte und den Oberbefehl über alle Freischaren verlangte. Struve ließ sich von Löwenfels in den Konflikt hineinziehen, während Doll durch Mögling und seine Freischar gestützt wurde. Die Kolonne Doll/Mögling war auf ihrem Marsch nach Freiburg am 24. September 1848 über Schopfheim, Zell und Schönau in Todtnau angelangt, wo sie dann die Nachricht von Struves Niederlage im Gefecht um Staufen erreichte. Nachdem das Ausmaß der ungeordneten Flucht der geschlagenen Freischar klar wurde und aufgrund Struves Verhalten die Schopfheimer Bürgerwehr gemeutert hatte, zog sich die Kolonne Doll/Mögling über Präg, Bernau und St. Blasien nach Waldshut zurück und überquerte dort am 25. September auf einem Schiff den Rhein in die Schweiz und reiste von dort direkt weiter nach Straßburg.

### Dritter badischer Aufstand
Auch beim dritten badischen Aufstand, der am 9. Mai 1849 mit einer Militärmeuterei in der Festung Rastatt begann, war Doll beteiligt. Am 30. Mai beim Gefecht bei Heppenheim befehligte er die im Raum Heidelberg stehende Reserve der badischen Revolutionsarmee aus drei Infanteriebataillonen und einem Kavallerieregiment. Am 14. Juni wurde Doll im Kriegsministerium der Badischen Revolutionsregierung als Chef der Sektion Volkswehr eingesetzt. und war an der Organisation der Verteidigungsanlagen bei Mannheim beteiligt. Nachdem sich die Revolutionsarmee auf die sogenannte Murglinie zurückgezogen hatte, führte Doll das Kommando über den linken Flügel bei Steinmauern. Neben drei Bataillonen Volkswehr gehörten vier Geschütze zu seiner Abteilung.
Am 29. Juni begann der Angriff des 1. preußischen Armeekorps unter Moritz von Hirschfeld durch ein von Major Wehmeyer geführtes Detachement seiner 1. Division. Es handelte sich um je ein Bataillon des 31. Infanterieregiments und des 31. Landwehrregiments. Den Ort Steinmauern konnte sie einnehmen, weil die Revolutionstruppen ihn räumten und sich hinter dem Murgkanal verschanzten. Beim Vorrücken auf die Murg kamen die Preußen in heftiges Artilleriefeuer und hatten Verluste zu beklagen (Kanonade von Steinmauern).
Am 30. Juni setzte das 1. preußische Armeekorps seinen Angriff auf die Murglinie der Revolutionsarmee mit einem Scheinangriff auf deren linken Flügel bei Steinmauern fort (Gefecht bei Steinmauern). Das Gefecht begann um 10 Uhr und dauerte bis 15.30 Uhr. Der preußische Angriff wurde von einem Detachement der 1. Division unter Major Wehmeyer ausgeführt. Es handelte sich um je 1. Bataillon des 31. Infanterieregiments und des 31. Landwehrregiments verstärkt um eine Kompanie Jäger und vier Geschütze. Die Abteilung Doll wehrte den Angriff ab und die Preußen stellten die Angriffe an dieser Stelle ein. Da aufgrund des Durchbruchs des Neckarkorps im Gefecht bei Gernsbach, die Revolutionsarmee sich insgesamt nach Süden zurückzog, bewegte sich auch die Abteilung Doll entlang des Rheins auf Iffezheim zurück und dann über Stollhofen und Kehl nach Freiburg.
Am 3. Juli 1849 übertrug ihm Franz Sigel bei der Reorganisation der Reste der Revolutionsarmee in Freiburg das Kommando über den linken Flügel der 3. Division gemeinsam mit August Mersy. Diese Kolonne zog über Todtnau nach Säckingen, wo sie am 9. Juli in die Schweiz übertrat und dort entwaffnet wurde.

### Amerika

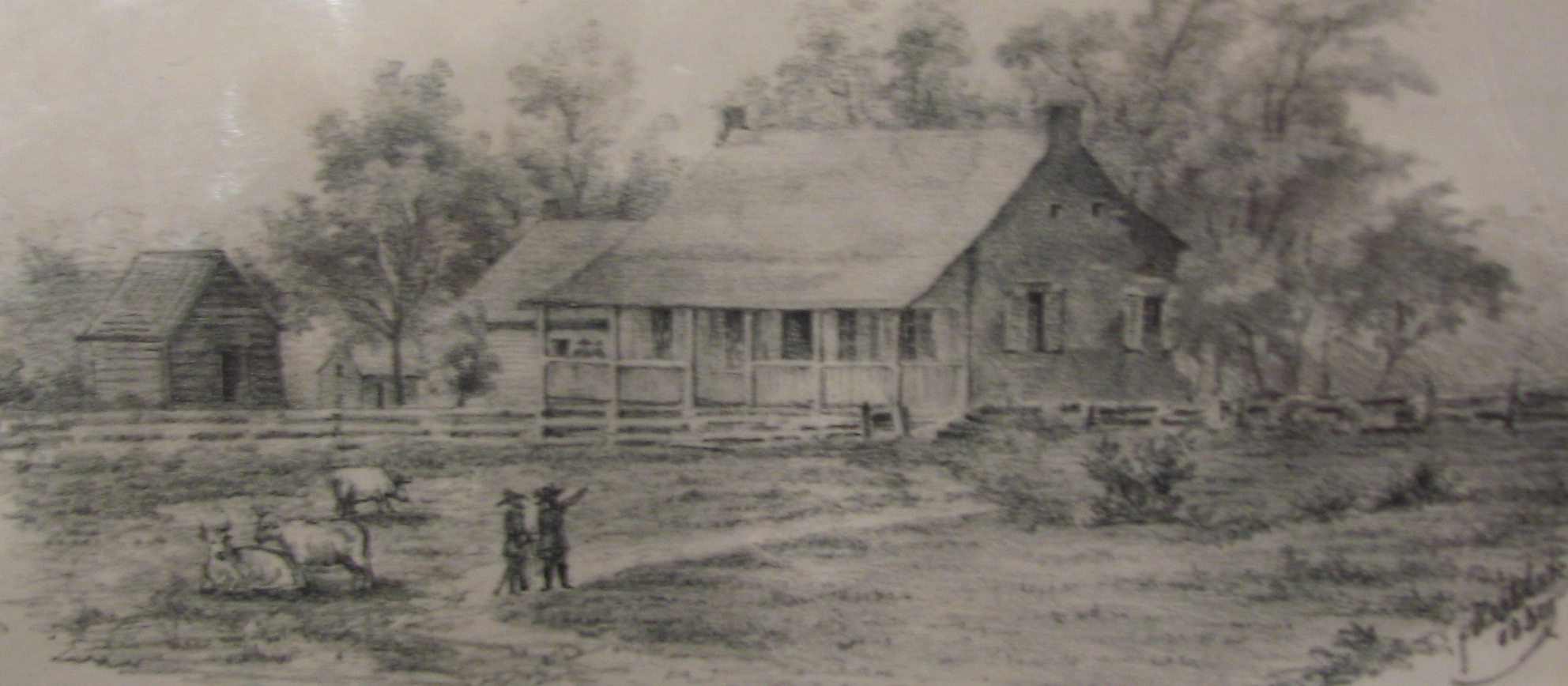
Friedrich Heckers Farm in Summerfield

Nach der Niederschlagung der Revolution lebte Doll zeitweise in der Schweiz, Frankreich, Belgien und England.
1853 kam Doll in die Vereinigten Staaten und lebte seit Mitte Oktober 1853 bei Friedrich Hecker auf dessen Farm in Summerfield (Illinois). Er beabsichtigte im März 1854 ein Geschäft zu gründen. Am 18. Februar 1854 kam er auf Heckers Farm bei der unvorsichtigen Handhabung seines Jagdgewehrs ums Leben.
Friedrich Hecker schrieb an den Herausgeber des Anzeiger des Westens, Heinrich Börnstein, der seit 1842 mit Doll befreundet war und bat diesen einen Nekrolog in seiner deutschen Wochenzeitung zu veröffentlichen. Doll wurde auf dem Friedhof von Mascoutah bestattet.